# فجوة 10/90
فجوة 10/90: هي المصطلح الذي اعتمده المنتدى العالمي للبحوث الصحية لتسليط الضوء على النتيجة التي توصلت إليها لجنة البحوث الصحية من أجل التنمية في عام 1990 ، والتي تفيد بأن أقل من 10٪ من الموارد العالمية المخصصة للبحوث الصحية تم تخصيصها للصحة في البلدان النامية، حيث حدثت أكثر من 90٪ من جميع الوفيات التي يمكن الوقاية منها في جميع أنحاء العالم. في كل عام ، يتقارب انتشار المرض في كل من البلدان الغنية والفقيرة.
وفقًا لمنظمة الصحة العالمية، فإن أكثر الأمراض انتشارًا هي أمراض القلب والأوعية الدموية والسرطان والسكري. هذه الأمراض الآن[متى؟] مسؤولة عن 45٪ من العبء الصحي العالمي وهي المسؤولة عن ما يصل إلى 85٪ من الوفيات في البلدان منخفضة الدخل. تركز فجوة 10/90 على ضم المنظمات معًا لتقليل هذه الإحصائيات.

## المرض وفجوة 10/90
جزء كبير من الأمراض ، الأكثر انتشارًا في البلدان الفقيرة أو النامية ، هي تلك التي يمكن الوقاية منها و / أو علاجها. ذكرت منظمة الصحة العالمية (2004) في تقريرها عن الصحة العالمية أن ما يقدر بثمانية ملايين شخص يموتون قبل الأوان ، من أمراض وحالات يمكن علاجها ، كل عام. تساهم هذه الوفيات في ما يقرب من ثلث الوفيات البشرية في العالم كل عام. يسرد الجدول 1 العديد من هذه الأمراض القابلة للعلاج.
الجدول 1: أسباب الوفيات التي يمكن تجنبها.

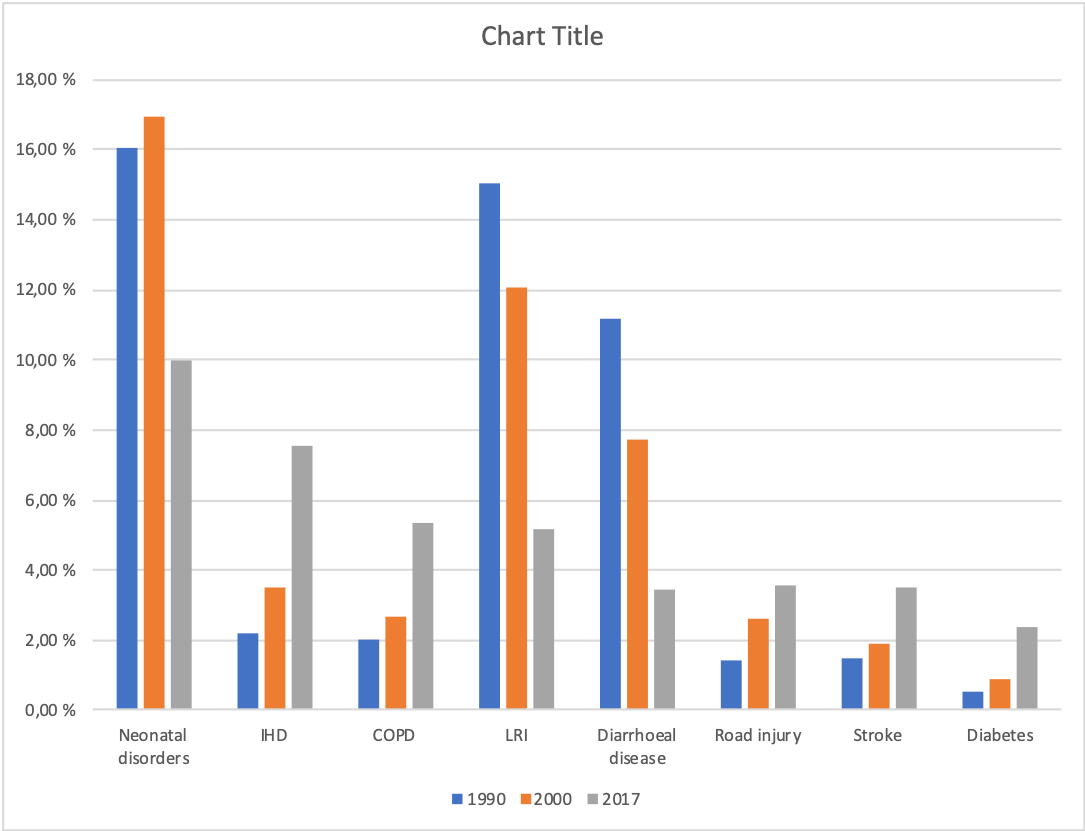
يُظهر الرسم البياني عبء الأمراض في دولة نيبال.

| الظروف التي أدت إلى وفيات لا يمكن تجنبها             | وفيات عام 2002 |
| ---------------------------------------------------- | -------------- |
| التهابات الجهاز التنفسي (الالتهاب الرئوي بشكل رئيسي) | 3,963,000      |
| فيروس نقص المناعة البشرية / الإيدز                   | 2,777,000      |
| ظروف الفترة المحيطة بالولادة                         | 2,462,000      |
| إسهال                                                | 1,798,000      |
| مرض السل                                             | 1,566,000      |
| ملاريا                                               | 1,272,000      |
| أمراض الطفولة (الحصبة بشكل رئيسي)                    | 1,124,000      |
| ظروف الأمومة                                         | 510,000        |
| سوء التغذية                                          | 485,000        |
| الأمراض المنقولة جنسيا                               | 180,000        |
| التهاب السحايا                                       | 173,000        |
| التهاب الكبد                                         | 157,000        |
| الامراض الاستوائية                                   | 129,000        |

## استراتيجيات التغيير
جعلت منظمات الصحة العالمية في جميع أنحاء العالم البحث في مجال الصحة من أولوياتها بشكل صريح. في عام 2000 ، أنشأت منظمة الصحة العالمية لجنة الاقتصاد الكلي والصحة ، والتي قامت في تقريرها لعام 2001 بالتحقق من العلاقة بين الفقر والمرض، وناقشت فوائد الاستثمار في المناخ الاقتصادي للبلدان النامية. الاستراتيجيات الممكنة التي يمكن غرسها للمساعدة في تقليص فجوة 10/90 هي السياسات التي تعطي الأولوية لتمويل البحوث الصحية ، وكذلك تطوير قدرات مؤسسات البحوث الصحية العامة والخاصة الموثوقة. وكذلك أنشطة المنظمات غير الحكومية الدولية لإجراء البحوث التي تهدف إلى سد الفجوة، وإنشاء آليات قائمة على البحوث لضمان الوصول إلى منتجات فعالة جديدة للعلاج والوقاية من الأمراض المرتبطة بالفقر. ومع ذلك، نظرًا لعدد الأمراض التي يمكن الوقاية منها، فإن العوامل الأخرى التي تمنع وصول المرضى إلى هذه المنتجات، مثل تكلفة العلاج للفرد، تحتاج أيضًا إلى المعالجة، بدلاً من التركيز فقط على تطوير عقاقير جديدة. كما أن هناك حاجة لبناء قطاع الرعاية الصحية الأولية في البلدان النامية. وقد ثبت أن الاكتشاف المبكر والإدارة الفعالة للمرض يمكن توفيرها من قبل عاملين في مجال الرعاية الصحية مدربين تدريباً ملائماً وغير أطباء.

## الإنفاق على الصحة
لا يمكن سد الفجوة بين الاحتياجات المالية والوسائل المالية في البلدان منخفضة الدخل إلا عن طريق التبرعات. ويقدر متوسط الإنفاق الصحي للفرد في الدول الغربية بـ 947 دولارًا أمريكيًا مقارنة بـ 20 دولارًا للفرد في البلدان منخفضة الدخل. لمساعدة أفقر الناس في العالم ، تم تحديد الإنفاق الصحي بين 44-60 دولارًا للفرد كهدفز. يتم تحقيق هذا الهدف من خلال مساهمة 0.1٪ من إجمالي الإنتاج القومي للدول الغربية المتقدمة (GNP) لتمويل الصحة العالمية، وقد وضعت هذه التوصية من قبل منظمة الصحة العالمية في عام 2001 ويقدر إنقاذ حياة 8 ملايين شخص في السنة.

## البحث والتطوير العالمي
ومن بين الجهود الأخرى المبذولة لمعالجة هذه المشكلة ، المقترحات الحديثة لمعاهدة عالمية للبحث والتطوير (R&D) ، وإنشاء شركة الأدوية غير الربحية (One World Health) التي تطور أدوية جديدة وبأسعار معقولة للأمراض المهملة. تنشئ المعاهدة نظامًا يسمح للبحوث الصحية بأن تأتي من مساهمات الجميع ، وبالتالي تقاسم الفوائد للجميع ، وتحسين عدالة واستدامة البحث والتطوير العالميين. في تطور إيجابي لسد الفجوة ، في إعلان لندن لعام 2012 بشأن أمراض المناطق المدارية المهملة ، وافقت العديد من الأطراف ، بما في ذلك الحكومات ومنظمات التمويل وشركات الأدوية ، على العمل من أجل القضاء على أمراض المناطق المدارية المهملة.

## انتقاد
على الرغم من النتائج التي توصلت إليها منظمة الصحة العالمية ، وتفاوت الأمراض القابلة للشفاء في جميع أنحاء البلدان النامية والمتقدمة ، يعتقد بعض الناس أن فجوة 10/90 هي خرافة. وهم ينتقدون حقيقة أن الأدوية البسيطة التي توقف الحالات التي يمكن علاجها ومعالجتها مثل الإسهال والملاريا متوفرة في هذه البلدان. المشكلة ليست في الدواء، ولكن في قدرة المتضررين على الوصول إليه. يمكن أن تعيق العديد من الظروف الوصول إلى الأدوية مثل الفقر والنظام الحكومي الصارم وعدم كفاية أنظمة الرعاية الصحية والبنية التحتية.